# Shipton Moyne
Shipton Moyne – wieś w Anglii, w hrabstwie Gloucestershire, w dystrykcie Cotswold. Leży 31 km na południe od miasta Gloucester i 142 km na zachód od Londynu.